# Acopiara
Acopiara là một đô thị thuộc bang Ceará, Brasil. Đô thị này có diện tích 2265,316 km², dân số năm 2007 là 48781 người, mật độ 21,53 người/km².